# Nationalheiligtum Basilika Mariä Himmelfahrt

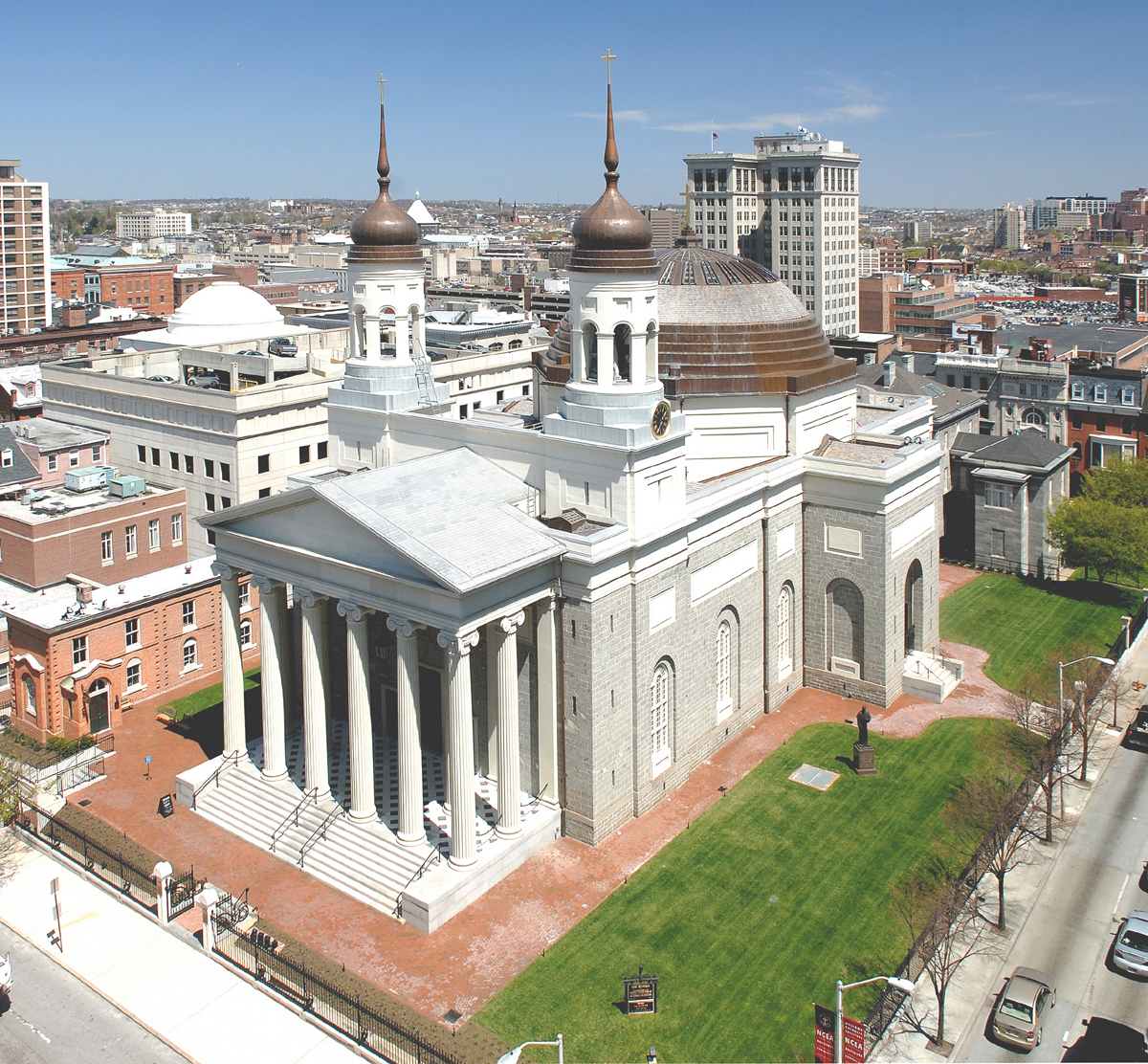
Marienbasilika in Baltimore

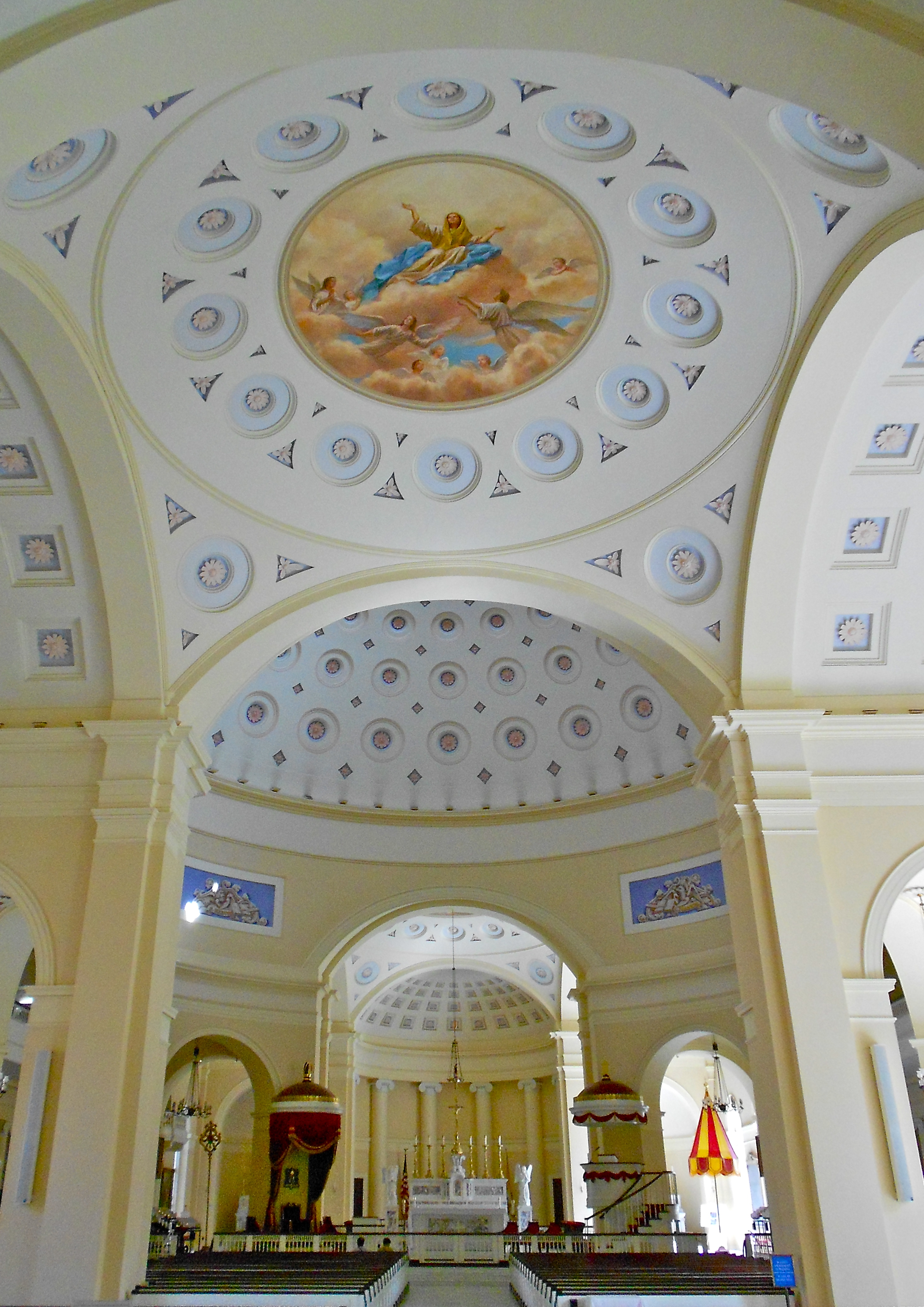
Inneres nach Osten

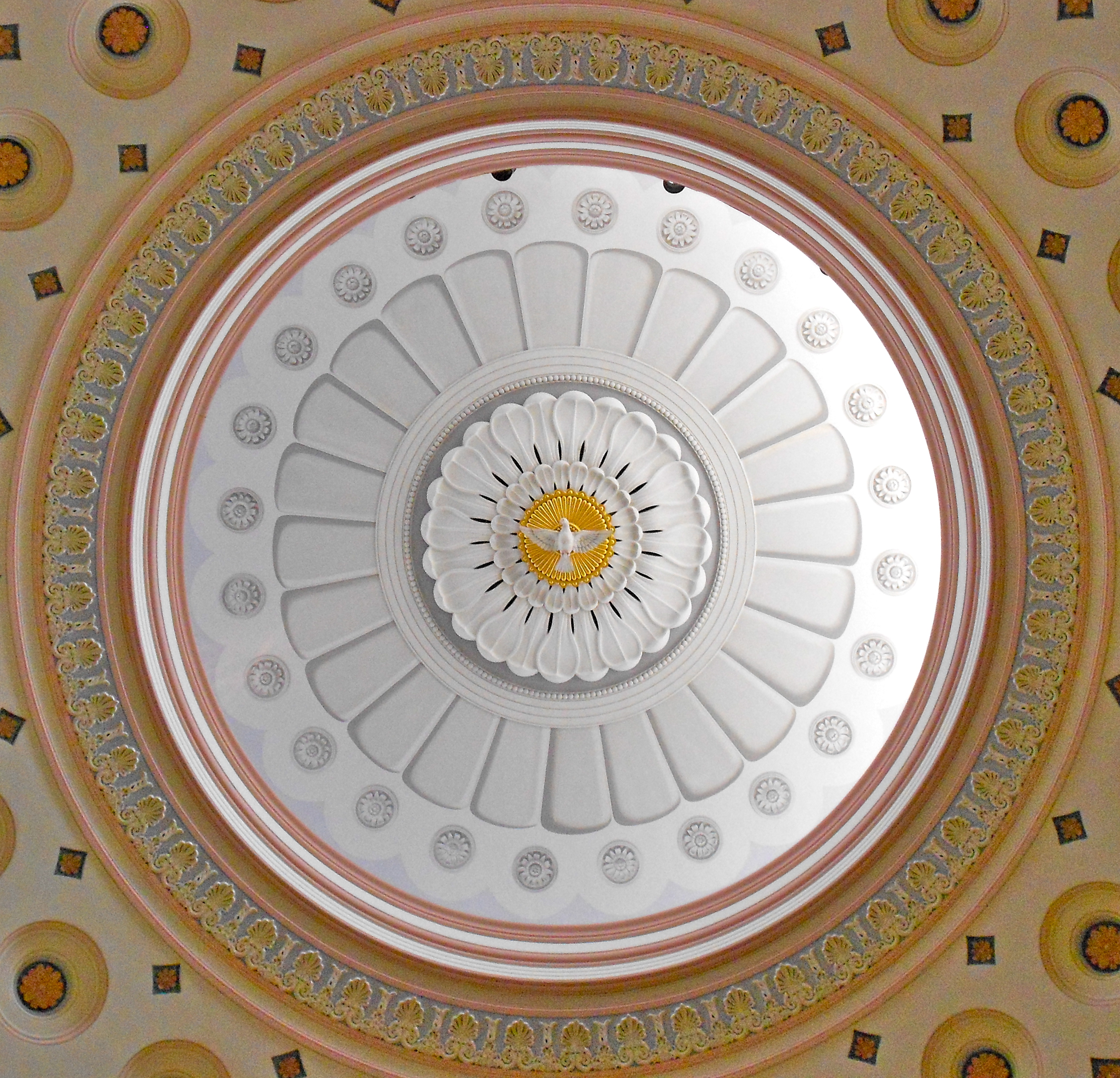
Blick in die Kuppel

Das Nationalheiligtum Basilika Mariä Himmelfahrt (Baltimore Basilica, Basilica of the National Shrine of the Assumption of the Blessed Virgin Mary) in Baltimore, Maryland, war die erste nach der Annahme der Verfassung erbaute Kathedrale in den Vereinigten Staaten. Die klassizistische Kuppel-Basilika entstand 1806–1821 nach Plänen von Benjamin Latrobe als Bischofskirche für das römisch-katholische Erzbistum Baltimore. Seit Vollendung der jetzigen Kathedrale Maria Königin im Jahr 1959 ist sie Konkathedrale. Bereits 1937 erhielt sie den Rang einer Basilica minor. Am 11. November 1971 wurde sie in die Liste der National Historic Landmarks aufgenommen. 1993 erklärte die Bischofskonferenz der Vereinigten Staaten sie zum Nationalheiligtum (national shrine).

## Geschichte
Das von Baron Baltimore gegründete Maryland war die einzige britische Kolonie in Nordamerika mit einer Mehrheit katholischer Siedler. Daher wurde die Hauptstadt Baltimore 1784 Sitz der Apostolischen Administratur für die Vereinigten Staaten, aus der 1789 das Bistum Baltimore – seit 1808 Erzbistum – hervorging. Der Entwurf der repräsentativen Kathedrale, die zugleich das Ende der unter britischer Herrschaft geltenden Katholikenrepression markieren sollte, wurde dem damals führenden US-Architekten Benjamin Latrobe übertragen, der auch den Bau des Kapitols (seit 1793) leitete.
Der klassizistische, am antiken Griechenland orientierte Stil galt in den jungen USA als Symbol der Abwendung von den „finsteren“ Epochen der Geschichte Europas. Er wurde bewusst auch für die erste römisch-katholische Kathedrale gewählt.
Seit ihrer Fertigstellung war die Kathedrale Schauplatz provinzialer und nationaler Bischofssynoden mit folgenreichen Beschlüssen. Im 20. Jahrhundert wurde sie u. a. von Papst Johannes Paul II., Mutter Teresa und Patriarch Bartholomäus I. besucht. Ab 2001 wurde sie grundlegend restauriert.

## Architektur und Ausstattung
Die Konkathedrale von Baltimore ist eine dreischiffige Basilika mit querhausartigen Seitenportalen. Die Vierung wird von einer weiten, flachen, mit indirektem Tageslicht beleuchteten Kuppel überwölbt, die dem Gebäude Aspekte eines Zentralbaus gibt. Den Abschluss des Chores bildet eine Rundapsis, den Westabschluss, vor den beiden laternenartigen Glockentürmen auf den Langhausecken, ein großer Säulenportikus.
Das Innere entspricht seit der letzten Restaurierung wieder weitgehend den Intentionen Latrobes. Die Wandflächen und Säulen sind in Weiß und hellem Ocker gefasst. Die Deckenwölbungen sind mit leichten Ornamenten, Kassettierungen und barockisierenden Gemälden geschmückt.